# 프레야 메이버
프레야 메이버(Freya Mavor, 1993년 8월 13일 ~ )는 스코틀랜드의 배우이다. 《스킨스》에서 미니 맥기네스 역으로 잘 알려져 있다.

## 작품 목록
- 예감은 틀리지 않는다